# 密度21.5
『密度21.5』（Density 21.5）は、エドガー・ヴァレーズによる無伴奏フルートのための音楽。1936年に作曲され、1946年に改訂された。
日本語では『密度21.5』のほか『比重21.5』、『質量21.5』とも訳されるが、それぞれの直訳（脚注）を見ればわかるように正確な訳ではない。

## 題名
フルートが貴金属の胴体を持ち始めたのは19世紀中ごろである（詳しくはフルートの項を参照）。ジョルジュ・バレールというフルーティストは世界で初めて白金（プラチナ）製フルートを製作し、その吹き初め演奏会のためにヴァレーズに作品を委嘱した。ヴァレーズは出来上がった作品を最初は無題としていたが、バレールが題名をつけるように求めたところ、「それでは白金の密度を題名にしよう」と言ってこの題名を選んだ。白金の1立方センチメートルあたりの重さは約21.5gとなる（ただしより正確には21.45...となる）。

### 曲想
クロード・ドビュッシーの無伴奏フルート曲『シランクス』が、無伴奏であることを活かして曖昧模糊とした調性を渡り歩きながら色彩豊かで耽美的な音楽を描き、同時代の作曲家の多くがそれにした追随した無伴奏フルート音楽を作曲したのに対し、この曲ではキーパーカッションによる特殊奏法、超高音域の執拗な要求など、騒音的音響を求めていることで美学的に全く異なる。フルートにおいて新しい音色の可能性を追求した作品として、『シランクス』以降初めて無伴奏フルートのための作曲において新たな一歩を踏み出した曲と言える。

## 楽曲
この曲はF・E・F#という動機で始まっているが、この動機は冒頭、13小節目、41小節目において開始音がそれぞれF・E・F#へ移調されて始まるという展開を見せている。これはドビュッシーの『シランクス』における冒頭のB♭・A・B♮という動機と共通する。このことから『密度21.5』は俗に「アンチ・シランクス」とも呼ばれる。

## 初演
1936年2月16日、カーネギー・ホールにおいてジョルジュ・バレールが初演した。演奏には、バレールによるプラチナ製フルートが使われた。

## 出版
1956年出版のリコルディ版のリプリントがColfranc Music Publishing Corpから出版されている（1966年出版）。
2016年に音楽之友社より「無伴奏フルート名曲集」が出版され、その中に収録された。従来版の音の誤りが指摘されている。